# Hadadezer (król Soby)
Hadadezer – aramejski król Soby opisywany w Starym Testamencie, syn Rechoba.
Jedyne informacje na temat tego króla pochodzą z opisów bitew stoczonych przez niego z królem Izraela, Dawidem (2 Sm 8,3-8; 10,1-9). Wskazują one, że Soba odgrywała dość znaczną rolę w południowej Syrii, jednak musiała zmagać się z mającym aspiracje imperialne królestwem Izraela. Chronologia obu bitew jest kwestią sporną, większość biblistów uważa, że bitwa opisana w 2 Sm 8 była późniejsza. Niezależnie od tego ostatecznie Dawid zwyciężył, a Hadadezer został jego wasalem.